# Códice Argênteo
O Códice Argênteo (em latim: Codex Argenteus), conhecido na Suécia como Bíblia de Prata (em sueco: Silverbibeln), por ter sido escrito com tinta prateada, é um manuscrito do século VI, que originalmente continha cópia de parte da Bíblia traduzida no século IV da língua grega para a língua gótica pelo bispo godo ariano Úlfilas.

O famoso palimpsesto Códice Argênteo, é um evangeliário, um livro sagrado cristão contendo partes dos quatro evangelhos (não chega a ser uma Bíblia, nem mesmo um Novo Testamento). Das 336 folhas originais do códice, se conservam 188, incluindo o fragmento descoberto em 1970 na Catedral de Espira, contendo a tradução da maior parte dos quatro evangelhos em língua gótica, sendo o texto mais conhecido neste idioma extinto, e uma das principais fontes de conhecimento da mais antiga língua germânica que se tem evidência escrita, o idioma gótico.
Algumas letras de ouro embelezam as primeiras três linhas de cada evangelho, na ordem de Mateus, João, Lucas e Marcos, bem como os inícios das diferentes seções. Os nomes dos escritores dos Evangelhos também aparecem em ouro no alto de quatro "arcadas" paralelas, assentadas ao pé de cada coluna de escrita. Essas fornecem referências a passagens paralelas nos Evangelhos. A maior parte do Códice Argênteo (187 folhas) está em exibição permanente na Carolina Rediviva da Universidade de Uppsala, Suécia. A última folha se encontra na Catedral de Espira, Alemanha.

## História

### Origem
A Bíblia de prata foi escrita provavelmente em Ravena no começo do século VI para o Rei dos ostrogodos, Teodorico, o Grande.
Foi produzida como um livro sagrado especial para a corte do Rei dos godos e dos romanos, com algumas letras escritas com tinta de ouro.  As partes das copias dos evangelhos correspondem ao cânon ou regra do o bispo Eusébio de Cesareia e nas Tabelas de Concordância dos quatro evangelistas que aparecem nos quatro arcos de prata desenhados em cada página.  O restante das letras escritas com tinta de prata (daí o nome argênteo, de prata em latim), em pergaminho de alta qualidade colorido de púrpura com tintas vegetais, adornado e  provavelmente encadernado com pérolas e pedras preciosas. Depois da morte de Teodorico no ano 526 a Bíblia de prata não foi mencionada em inventários ou listas de livros durante mais de mil anos, quando foi redescoberta na Abadia beneditina de Werden, perto de Essen, na Renânia, Alemanha por dois teólogos de Colônia, Georg Cassander e Cornelius Wouters (segundo a correspondência do século XVI que cruzaram mediantes outros estudiosos).

### O Mistério dos mil anos
Cerca de trinta anos depois da morte de Teodorico, o Grande, o reino ostrogodo na Itália chegou a seu fim com a conquista do mesmo pelo Império Bizantino de Justiniano, que veio de Ravena sua capital na Itália. Visto que o Códice Argênteo era pertencente a uma fé herética, escrito num idioma que já não era usado, os estudiosos se perguntam como chegou à abadia de Werden, em Renânia desde Ravena, na Padânia, e sobretudo, como uma folha se separou e chegou a Espira.
Existem três teorias principais:
- A separação temporã em que a folha teria se separado do Códice na temporã Idade Média e seguindo a distintas relíquias de santos da Igreja. Enquanto isso, os restos do manuscrito passariam pela Europa, chegando aos lugares de culto de seus portadores;
- A separação posterior.  Supõe-se  que a folha de Espira teria permanecido junto com o restante do Códice em Werden por volta do século XV. Quando seus detentores separaram a última folha do códice para enviá-la a Mogúncia, pediram informações sobre a natureza do códice que estava num idioma desconhecido. Em Mogúncia, a folha solta teria sido posta junto com as relíquias de São Erasmo. As folhas  teriam sido reunidas novamente pelo principal arcebispo de Mogúncia Alberto de Brandeburgo por volta de 1545, ano da sua morte.
- A via carolíngia.  Supõe-se que o Códice Argênteo esteve em Ravena quando foi tomado por Carlos Magno e levado a sua capital em Aquisgrano, a pouca distância da Abadia de Werden.[6]

### Redescobrimento
Por volta do ano 799, as 187 folhas do pergaminho estavam preservadas na Abadia beneditina de Werden guardada entre os monastérios mais ricos do Sacro Império Romano-Germânico, cujos abades possuíam o título de príncipes imperiais. A parte restante do livro apareceu na biblioteca do imperador Rodolfo II em sua sede imperial de Praga. Em 1648, no fim da Guerra dos Trinta Anos, foi tomado como despojo de guerra e levado para Estocolmo, para a biblioteca da rainha Cristina da Suécia. Depois de sua conversão ao catolicismo e sua posterior abdicação (1654), o livro desaparece de sua biblioteca e é levado aos Países Baixos pelo bibliotecário da rainha, Isaac Vóssio. Em 1662, foi comprado pelo Chanceler sueco Magnus Gabriel De la Gardie, que  proporcionou a atual encadernação e o resguardou  na Universidade de Upsala. Olof Rudbeck, que foi reitor da universidade nessa época, foi suspeito da falsificação do manuscrito ocorrida na década de 1670, com o objetivo de aumentar a confiabilidade de documentos antigos que provariam suas teorias políticas sobre a Grande Suécia.
Hoje em dia, o códice permanece no edifício Carolina Rediviva da biblioteca da Universidade de Uppsala da Universidade de Uppsala, Suécia. Em Março de 1995, a capa e algumas folhas do Códice foram roubados da exposição pública na Biblioteca Carolina Rediviva, aproveitando falhas de segurança. Apareceu um mês depois numa na Estação Central de Ferroviária de Estocolmo, Suécia. Desconhece-se se o resto do livro sobreviveu, mas o paradeiro dos outros fragmentos continuam sendo um mistério.

### O fragmento de Espira
A folha final do códice, a folha 336, foi descoberta em outubro de 1970 por Franz Haffner, na Catedral de Espira, Alemanha. Foi encontrada na capela de Santa Afra de Augsburgo enrolada em volta de um marco de madeira, contendo um pequeno relicário originário de Aschafemburgo. A folha contém os nove últimos versículos do capítulo 16 do Evangelho de Marcos.

## Conteúdo completo do códice
- Evangelho de Mateus: 5:15-48; 6:1-32; 7:12-29; 8:1-34; 9:1-38; 10:1,23-42; 11:1-25; 26:70-75; 27:1-19,42-66.
- Evangelho de João: 5:45-47; 6:1-71; 7:1-53; 8:12-59; 9:1-41; 10:1-42; 11:1-47; 12:1-49; 13:11-38; 14:1-31; 15:1-27; 16:1-33; 27:1-26; 28:1-40; 29:1-13.
- Evangelho de Lucas 1:1-80; 2:2-52; 3:1-38; 4:1-44; 5:1-39; 6:1-49; 7:1-50; 8:1-56; 9:1-62; 10:1-30; 14:9-35; 15:1-32; 16:1-24; 17:3-37; 18:1-43; 19:1-48; 20:1-47.
- Evangelho de Marcos: 1:1-45; 2:1-28; 3:1-35; 4:1-41; 5:1-5; 5-43; 6:1-56; 7:1-37; 8:1-38; 9:1-50; 10:1-52; 11:1-33; 12:1-38; 13:16-29; 14:4-72; 15:1-47; 16:1-12 (+ 16:13-20).

## Exemplo do texto
| Em Gótico                         | Em Sueco                      | Em Português                    |
| --------------------------------- | ----------------------------- | ------------------------------- |
| atta unsar þu in himinam,         | fader vår du i himmelen,      | Pai nosso, que estais no céu    |
| weihnai namo þein,                | helgat varde namn ditt,       | santificado seja o Vosso Nome   |
| qimai þiudinassus þeins,          | må komma rike ditt,           | venha a nós o Vosso Reino       |
| wairþai wilja þeins,              | varde vilja din               | seja feita a Vossa vontade      |
| swe in himina jah ana airþai      | så i himmelen även på jorden, | assim na terra como no céu      |
| hlaif unsarana þana sinteinan gif | bröd vårt det dagliga giv     | O pão nosso de cada dia nos dai |
| uns himma daga                    | oss denna dag.                | hoje                            |

## Publicações

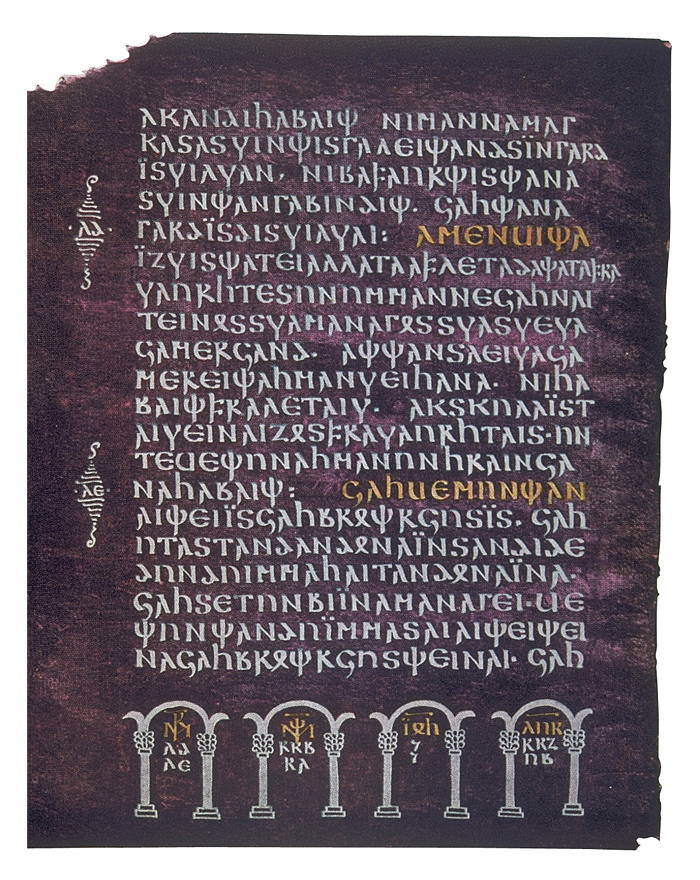
Bíblia Gótica.

Logo após o reaparecimento deste códice, os eruditos passaram a estudar sua escrita para descobrir o sentido da língua gótica morta. A primeira publicação que menciona o códice apareceu em 1569, por Johannes Goropius Becanus de Amberes (provavelmente, devido a seus contactos com Jorge Cassandro e Cornélio Wouters). Em 1597, Boaventura Vulcânio, outro neerlandês, publicou o texto, sendo a primeira publicação do texto gótico que leva o nome de Códice Argênteo. Francisco Júnio, tio de Isaac Vóssio, imprimiu na Holanda a Primeira Edição do códice em 1665. Em 1737, Lars Roberg, médico de Upsala, fez uma Xilogravura de una página do manuscrito; foi incluído na edição de Benzélio de 1750, e a prancha xilográfica se preserva na Biblioteca Diocesana e Regional de Linköping. A edição estandarte foi produzida pelo professor da Universidade de Upsala Anders Uppström, entre 1854 e 1857. Recorrendo aos manuscritos disponíveis e a anteriores tentativas de restauração do texto, o erudito alemão Wilhelm Streitberg compilou e publicou em 1908 "Die gotische Bibel" (A Bíblia Gótica), com o texto grego e gótico em páginas opostas. Em 1927 realizou-se a última e mais importante edição tipo fac-símile do códice pelo professor de Química e premio Nobel Theodor Svedberg e também pelo Dr. Hugo Andersson.